# أنتي ميتروفيتش
أنتي ميتروفيتش (بالكرواتية: Ante Mitrović)‏ هو لاعب كرة قدم كرواتي في مركز الهجوم، ولد في 1 أبريل 1988 في زادار في كرواتيا. لعب مع نادي زغرب ونادي كوبر.

## وصلات خارجية
- أنتي ميتروفيتش على موقع قاعدة بيانات كرة القدم.إي يو (الإنجليزية)
- أنتي ميتروفيتش على موقع Soccerway.com (الإنجليزية)